# Callostylis
Callostylis é um género botânico pertencente à família das orquídeas (Orchidaceae). Apesar de proposto em 1825, desde então foi parte integrante de Eria. Recentemente foi restabelecido para acomodar 52 espécies provenientes de diversas secções do citado gênero.

## Etimologia
Do grego kailos, bela, e stylis, pilar, em referência à beleza da coluna das flores deste gênero.

## Taxonomia
Fazem parte deste gênero recentemente aceito pela comunidade científica espécies anteriormente pertencentes a cinco gêneros, ainda pendentes de revisão, hoje reduzidos a cinco seções:
- Callostylis - Plantas de rizoma alongado, pseudobulbos clavados com poucas folhas subterminais e flores de labelo inteiro.

1. Callostylis cyrtosepala (Schltr.) Y.P.Ng & P.J.Cribb, Orchid Rev. 113: 272 (2005).
2. Callostylis pulchella (Lindl.) S.C.Chen & Z.H.Tsi, Acta Bot. Yunnan. 6: 270 (1984).
3. Callostylis rigida Blume, Bijdr.: 340 (1825).

- Dendrolirium - Plantas de rizoma reforçado, pseudobulbos curtos e inflorescências com brácteas florais vistosas.

1. Dendrolirium albidotomentosum Blume, Bijdr.: 343 (1825).
2. Dendrolirium appendiculatum Blume, Bijdr.: 343 (1825).
3. Dendrolirium bicristatum Blume, Bijdr.: 343 (1825).
4. Dendrolirium coriaceum Blume, Bijdr.: 343 (1825).
5. Dendrolirium densiflorum Blume, Bijdr.: 343 (1825).
6. Dendrolirium ebulbe Blume, Bijdr.: 343 (1825).
7. Dendrolirium erectum Blume, Bijdr.: 343 (1825).
8. Dendrolirium flavescens Blume, Bijdr.: 344 (1825).
9. Dendrolirium laxiflorum Blume, Bijdr.: 350 (1825).
10. Dendrolirium micranthum Blume, Bijdr.: 349 (1825).
11. Dendrolirium multiflorum Blume, Bijdr.: 349 (1825).
12. Dendrolirium ornatum Blume, Bijdr.: 345 (1825).
13. Dendrolirium pusillum Blume, Bijdr.: 350 (1825).
14. Dendrolirium retusum Blume, Bijdr.: 351 (1825).
15. Dendrolirium rugosum Blume, Bijdr.: 345 (1825).
16. Dendrolirium secundum Blume, Bijdr.: 350 (1825).
17. Dendrolirium sulcatum Blume, Bijdr.: 347 (1825).

- Aeridostachya - Plantas de pseudobulbos com diversas folhas e densas inflorescências laterais em espiga.

1. Aeridostachya acuminata (Blume) Rauschert, Feddes Repert. 94: 435 (1983).
2. Aeridostachya clavimentalis (Ridl.) Rauschert, Feddes Repert. 94: 435 (1983).
3. Aeridostachya coffeicolor (Kraenzl.) Rauschert, Feddes Repert. 94: 436 (1983).
4. Aeridostachya crassipes (Ridl.) Rauschert, Feddes Repert. 94: 436 (1983).
5. Aeridostachya dasystachys (Ridl.) Rauschert, Feddes Repert. 94: 436 (1983).
6. Aeridostachya decurrentipetala (J.J.Sm.) Rauschert, Feddes Repert. 94: 436 (1983).
7. Aeridostachya feddeana (Schltr.) Brieger, Schlechter Orchideen 1(11-12): 714 (1981).
8. Aeridostachya gobiensis (Schltr.) Rauschert, Feddes Repert. 94: 436 (1983).
9. Aeridostachya grandis (Ridl.) Brieger, Schlechter Orchideen 1(11-12): 714 (1981).
10. Aeridostachya junghunii (J.J.Sm.) Brieger, Schlechter Orchideen 1(11-12): 714 (1981).
11. Aeridostachya malleifera (Kraenzl.) Rauschert, Feddes Repert. 94: 436 (1983).
12. Aeridostachya mearnsii (Leav.) Rauschert, Feddes Repert. 94: 436 (1983).
13. Aeridostachya odontoglossa (Schltr.) Rauschert, Feddes Repert. 94: 436 (1983).
14. Aeridostachya ovilis (J.J.Sm.) Rauschert, Feddes Repert. 94: 436 (1983).
15. Aeridostachya pulla (Schltr.) Brieger, Schlechter Orchideen 1(11-12): 714 (1981).
16. Aeridostachya reptans (Kuntze) Rauschert, Feddes Repert. 94: 436 (1983).
17. Aeridostachya robusta (Blume) Brieger, Schlechter Orchideen 1(11-12): 714 (1981).
18. Aeridostachya sumatrensis (Ridl.) Rauschert, Feddes Repert. 94: 436 (1983).
19. Aeridostachya trichotaenia (Schltr.) Brieger, Schlechter Orchideen 1(11-12): 714 (1981).
20. Aeridostachya unifolia (J.J.Sm.) Rauschert, Feddes Repert. 94: 436 (1983).
21. Aeridostachya vulcanica (Schltr.) Brieger, Schlechter Orchideen 1(11-12): 714 (1981).

- Aporodes - Plantas com folhas equitantes.

1. Ceratium compressum Blume, Bijdr.: 341 (1825).
2. Cylindrolobus aporoides (Lindl.) Rauschert, Feddes Repert. 94: 444 (1983).

- Cylindrolobus - Plantas de pseudobulbos subcilíncricos lateralmente comprimidos, folhas estreitas e inflorescências curtas com poucas flores.

1. Cylindrolobus bambusifolius (Lindl.) Brieger, Schlechter Orchideen 1(11-12): 664 (1881).
2. Cylindrolobus bicolor (Raf.) Rauschert, Feddes Repert. 94: 445 (1983).
3. Cylindrolobus biflorus (Griff.) Rauschert, Feddes Repert. 94: 445 (1983).
4. Cylindrolobus brachystachyus (Rchb.f.) Rauschert, Feddes Repert. 94: 445 (1983).
5. Cylindrolobus clavicaulis (Wall. ex Lindl.) Rauschert, Feddes Repert. 94: 445 (1983).
6. Cylindrolobus compressus (Blume) Brieger, Schlechter Orchideen 1(11-12): 664 (1981).
7. Cylindrolobus crassicaulis (Hook.f.) Brieger, Schlechter Orchideen 1(11-12): 664 (1981).
8. Cylindrolobus elongatus Rauschert, Feddes Repert. 94: 445 (1983).
9. Cylindrolobus erythrostictus (Ridl.) Rauschert, Feddes Repert. 94: 445 (1983).
10. Cylindrolobus exappendiculatus (J.J.Sm.) Rauschert, Feddes Repert. 94: 445 (1983).
11. Cylindrolobus gautierensis (J.J.Sm.) Rauschert, Feddes Repert. 94: 445 (1983).
12. Cylindrolobus gramineus (Ridl.) Rauschert, Feddes Repert. 94: 445 (1983).
13. Cylindrolobus hallieri (J.J.Sm.) Rauschert, Feddes Repert. 94: 445 (1983).
14. Cylindrolobus jensenianus (J.J.Sm.) Rauschert, Feddes Repert. 94: 445 (1983).
15. Cylindrolobus kandarianus (Kraenzl.) Rauschert, Feddes Repert. 94: 445 (1983).
16. Cylindrolobus kenejianus (Schltr.) Rauschert, Feddes Repert. 94: 445 (1983).
17. Cylindrolobus leptocarpus (Hook.f.) Rauschert, Feddes Repert. 94: 445 (1983).
18. Cylindrolobus leucanthus (Ridl.) Rauschert, Feddes Repert. 94: 445 (1983).
19. Cylindrolobus longirepens (Ridl.) Rauschert, Feddes Repert. 94: 445 (1983).
20. Cylindrolobus mucronatus (Lindl.) Rauschert, Feddes Repert. 94: 445 (1983).
21. Cylindrolobus pilifer (Ridl.) Rauschert, Feddes Repert. 94: 445 (1983).
22. Cylindrolobus pinguis (Ridl.) Rauschert, Feddes Repert. 94: 445 (1983).
23. Cylindrolobus quadricolor (J.J.Sm.) Rauschert, Feddes Repert. 94: 445 (1983).
24. Cylindrolobus rhodobracteus (Schltr.) Rauschert, Feddes Repert. 94: 445 (1983).
25. Cylindrolobus rhodoleucus (Schltr.) Brieger, Schlechter Orchideen 1(11-12): 664 (1981).
26. Cylindrolobus rigidus (Blume) Brieger, Schlechter Orchideen 1(11-12): 664 (1981).
27. Cylindrolobus truncatus (Lindl.) Rauschert, Feddes Repert. 94: 445 (1983).
28. Cylindrolobus validus (Lindl.) Rauschert, Feddes Repert. 94: 445 (1983).
29. Cylindrolobus verruculosus (J.J.Sm.) Rauschert, Feddes Repert. 94: 445 (1983).
30. Cylindrolobus virginalis (Schltr.) Rauschert, Feddes Repert. 94: 445 (1983).
31. Cylindrolobus warianus (Schltr.) Brieger, Schlechter Orchideen 1(11-12): 664 (1981).